# Sony Mobile
Sony Mobile (en japonés ソニーモバイルコミュニケーションズ株式会社, literalmente Sony Mobile Communications Inc., anteriormente Sony Ericsson Mobile Communications AB) es una empresa multinacional fabricante de telefonía móvil con sede en Tokio, Japón, y es una subsidiaria de propiedad total de Sony Corporation. Fue fundada el 1 de octubre de 2001 como una joint venture entre Sony y la compañía sueca de equipos de telecomunicaciones Ericsson, bajo el nombre de Sony Ericsson. Sony adquirió la participación de Ericsson en la empresa el 16 de febrero de 2012.
Sony Mobile Communications tenía instalaciones de investigación y desarrollo en Tokio, Japón, en Madrás, India, en Lund, Suecia, en Pekín, China, y en Silicon Valley, Estados Unidos. Sony Mobile ha sido el cuarto mayor fabricante de teléfonos inteligentes por cuota de mercado en el cuarto trimestre de 2012.
En 2019, la compañía Sony confirmó que la división sería fusionada con la división Sony Video & Sound Products Inc. Dicha fusión se hizo efectiva el 1 de abril de 2020.

## Historia

### Orígenes
En los Estados Unidos, Ericsson se asoció con General Electric en la década de los noventa, sobre todo para establecer una presencia de EE. UU. y reconocimiento de marca.
Ericsson decidió obtener chips para sus teléfonos de una sola fuente, Philips, de sus instalaciones en Nuevo México. En marzo de 2000, un incendio en la fábrica de Philips contaminó las instalaciones estériles. Philips aseguró a Ericsson y Nokia (su otro cliente importante) que la producción se retrasaría por no más de una semana. Cuando se hizo evidente que la producción realmente se vería comprometida por meses, Ericsson se enfrentó a una grave escasez. Nokia ya había comenzado a obtener piezas a partir de fuentes alternativas, pero la posición de Ericsson era mucho peor, por lo que la producción de los modelos actuales y el lanzamiento de otros nuevos se aplazaron.
Ericsson, que ha estado en el mercado de la telefonía móvil desde hace décadas, y fue el tercer mayor fabricante de teléfonos móviles de telefonía celular del mundo, estaba luchando con enormes pérdidas. Esto se debió principalmente a este fuego y su incapacidad para producir teléfonos más baratos, como Nokia. Para reducir las pérdidas, se considera la producción externalizada para las empresas asiáticas que podrían producir los teléfonos móviles para reducir los costos.
La especulación comenzó sobre una posible venta de Ericsson de su división de telefonía móvil, pero el presidente de la compañía dijo que no tenía planes de hacerlo. "Los teléfonos móviles son realmente un negocio de Ericsson. No seríamos tan exitosos (en redes) si no tuviéramos los teléfonos", dijo.
Sony era un fabricante marginal en el mercado de la telefonía móvil en todo el mundo, con una cuota de menos del 1% en 2000. En agosto de 2001, las dos empresas habían ultimado los términos de la fusión anunciada en abril. La empresa comenzó con una plantilla inicial de 3500 empleados.

#### 2001-2010
Tras la fusión de las empresas, la participación de Ericsson en realidad cayó, y en agosto de 2002, Ericsson anunció que dejaría de hacer teléfonos celulares y poner fin a su alianza con Sony si la empresa continuaba decepcionando. Sin embargo, en enero de 2003, ambas compañías dijeron que iban a inyectar más dinero en la empresa conjunta, en un intento de detener las pérdidas.
La estrategia de Sony Ericsson dio a conocer los nuevos modelos capaces de fotografía digital, así como otras funciones multimedia como la descarga y visualización de clips de vídeo y capacidades de gestión de información personal. Con este fin, se lanzó varios nuevos modelos que se había incorporado en cámara digital y pantalla a color que fueron novedad en ese momento. La empresa conjunta, sin embargo, siguió haciendo grandes pérdidas a pesar del auge de las ventas. La fecha límite para obtener ganancias de su primer año de 2002 se aplazó hasta 2003 para segundo semestre de 2003. Fracasó en su misión de convertirse en el más vendido de los teléfonos multimedia y estaba en quinto lugar y la lucha en 2005.

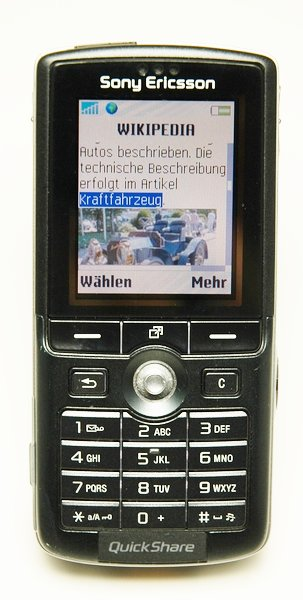
Producto: Sony Ericsson K750i

El 1 de marzo de 2005, Sony Ericsson presenta el K750i con 2 megapíxeles de cámara, así como su compañero de plataforma, el W800i, el primero de los teléfonos Walkman con capacidad de 30 horas de reproducción de música y dos teléfonos de gama baja.
El 1 de mayo de 2005, Sony Ericsson aceptó convertirse en el patrocinador oficial global de la WTA Tour en un acuerdo por valor de 88 millones de dólares durante más de 6 años. El circuito de tenis profesional femenino ha sido renombrado como el Sony Ericsson WTA Tour. Poco más de un mes más tarde, el 7 de junio, se anunció el patrocinio de bateadores West Indian, Chris Gayle y Ramnaresh Sarwan. En octubre de 2005, Sony Ericsson presentó el primer teléfono móvil basado en UIQ 3, el P990.
En 2007 lanzó el primer teléfono con cámara de 5 megapíxeles de la compañía, el Sony Ericsson K850i, el cual fue sucedido en 2008 por el Sony Ericsson C905, el primer teléfono de 8 megapíxeles del mundo. En el Mobile World Congress 2009, Sony Ericsson dio a conocer el primer teléfono de 12 megapíxeles, llamado Satio, el 28 de mayo de 2009.
El 2 de enero de 2007, Sony Ericsson anunció en Estocolmo que tendría algunos de sus teléfonos móviles fabricados en la India, y que sus dos socios de externalización, Flextronics y Foxconn podrían producir diez millones de teléfonos móviles al año antes de 2009. El Director Ejecutivo, Miles Flint, anunció en una conferencia de prensa celebrada en la India con la ministra de Comunicaciones, Dayanidhi Maran, en Madrás que la India es uno de los mercados de más rápido crecimiento en el mundo y un mercado prioritario para Sony Ericsson con 105 millones de usuarios de teléfonos móviles GSM.
Los ingresos netos anuales o pérdida 2003-2009 Sony Ericsson tuvo problemas tras el lanzamiento del Apple iPhone en el tercer trimestre de 2007. Sus envíos de teléfonos cayeron desde un máximo de 30,8 m en el Q4 de 2007 a solo 8,1 millones en el 1T 2011. La compañía había registrado pérdidas netas en seis de los 15 trimestres y ha visto sus reservas de efectivo se reducen de 2200 millones de euros a 599 millones, después de tomar una inyección de capital de 375 millones de euros a sus copropietarios. El eclipse de Symbian sistema operativo, en un principio por el iPhone de Apple, y luego por Android de Google, ha afectado a la posición de Sony Ericsson en el mercado.
Sony Ericsson fue superado por sus rivales de Corea del Sur, LG Electronics, en el Q1 de 2008. Las ganancias de la compañía de Sony Ericsson cayeron significativamente en un 43% de millones de €133 (aprox. 180 millones dólares EE. UU.), caída de las ventas en un 8% y la cuota de mercado a la baja del 9,4% al 7,9%, a pesar de las condiciones favorables que se esperaba que el mercado de teléfonos móviles crecerá un 10% en 2008. Sony Ericsson anunció otra advertencia de ganancias en junio de 2008 y vio accidente beneficio neto un 97% en el Q2 de 2008, anunciando que recortaría 2.000 puestos de trabajo, lo que amplía el temor de que Sony Ericsson está en el borde del descenso, junto con su rival que lucha, Motorola. En el Q3 los beneficios eran mucho en el mismo nivel, sin embargo, en noviembre y diciembre se vieron los aumentos de los beneficios, junto con los nuevos modelos, como el C905 es uno de los más vendidos en el Reino Unido.
En junio de 2008, Sony Ericsson contaba con unos 8.200 empleados, a continuación, lanzó un programa de reducción de costos y para finales de 2009 se había reducido su fuerza laboral global en alrededor de 5000 personas. Se planea recortar otros 1500 puestos de trabajo en 2010. También ha cerrado centros de I + D en Chadwick House, Birchwood (Warrington) en el Reino Unido; Miami, Seattle, San Diego y RTP (Raleigh, NC) en los EE. UU., la Unidad de Chennai (Tamil Nadu) en la India; Hässleholm y Kista en Suecia y las operaciones en los Países Bajos. Los centros UIQ en Londres y Budapest también se cerraron, UIQ era una empresa conjunta con Motorola que comenzó la vida en la década de 1990.

#### 2010 - 2019
El 27 de octubre de 2011, Sony anunció que iba a comprar la participación de Ericsson en Sony Ericsson por 1050 millones de euros (1470 millones de dólares), haciendo que el negocio de los teléfonos móviles una subsidiaria de propiedad total de Sony. 

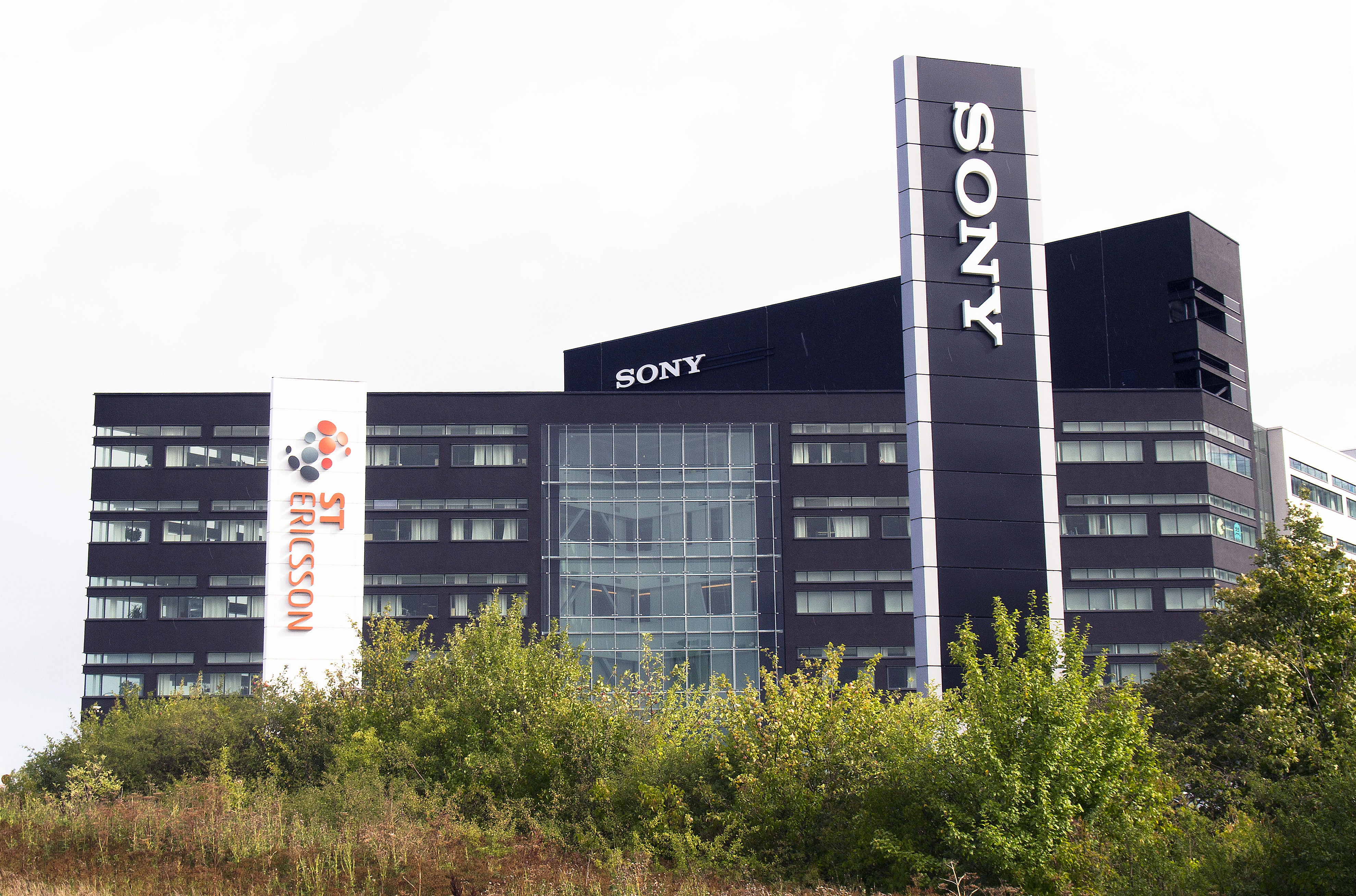
Antigua sede en Lund, Suecia

 Se espera que la finalización de la transacción se produzca en enero de 2012. En su discurso en el Consumer Electronics Show 2012, Kaz Hirai anunció que Sony Ericsson se conoce simplemente como Sony Mobile Communications en espera de la conclusión de la transacción. El 26 de enero de 2012, la Unión Europea aprobó la adquisición. El 16 de febrero de 2012, Sony anunció que había completado la adquisición completa de Sony Ericsson. El 7 de enero de 2013, Sony Mobile completó el traslado de su sede de Lund, Suecia, a Tokio, Japón, con el fin de integrar plenamente a la sociedad matriz. El primer teléfono lanzado por Sony Mobile (después de la adquisición por parte de Sony) fue el Sony Xperia S, junto con el lanzamiento del Sony Xperia U y Sony Xperia P en el Consumer Electronics Show 2012. Sony Mobile Communications ha decidido eliminar todas las características (no inteligente) móviles en septiembre de 2012 y se centran en el segmento de teléfonos inteligentes. El 2 de julio de 2012, Sony anunció que está adquiriendo de Gaikai, un servicio de nube para apoyar su expansión en el reino de los juegos en la nube. Sony está pagando un comunicado 380 millones dólares para la adquisición de Gaikai. El Sony Ericsson Liquid Logo Energy, que era el logotipo distintivo utilizado en los productos de Sony Mobile hasta la serie 2012 de teléfonos, fue reemplazado con un nuevo diseño del botón de encendido, firma que el nuevo sello servía para identificar fácilmente un teléfono Sony, que debutó con la serie 2013 de teléfonos Xperia. En el Consumer Electronics Show 2013 el Sony Xperia Z y Sony Xperia ZL fueron anunciados.
El 28 de marzo de 2019, Sony anunció la fusión de la división Sony Mobile Communications Inc. con la división Sony Video & Sound Products Inc. para reducir costes, se prevé que para el año 2020 gracias a los recortes de personal y fábricas mejoren las cifras que generan los dispositivos Xperia.

## Productos

### Los productos actuales
Los productos actuales de Sony Mobile incluyen:
- Xperia series - lanzado con el Sony Ericsson XPERIA X1 en el Congreso Móvil Mundial de 2008 en Barcelona, España, que lleva el Windows Mobile con interfaz de panel de Sony Ericsson. El modelo Xperia X10 cuenta con el sistema operativo Android. Además, Yahoo! News informó que Sony se alinearía con Google para ejecutar Android en sus próximos teléfonos. En el 2013-2014 se lanzaron varios modelos como el Xperia Z , Xperia SP, Xperia ZR, etc.
- Xperia Tablet - con el lanzamiento del teléfono Xperia S, se lanzó una tableta bajo la misma denominación Xperia Tablet S, posteriormente han salido nuevos modelos como la Xperia Tablet Z2 y la nueva Xperia Tablet Z4, lanzada en 2015, cuenta con teclado y panel táctil, es una mezcla entre tableta y ordenador.

### Productos anteriores
- Los Walkman de la marca W con los teléfonos musicales de serie, lanzada en 2005. El Sony Ericsson de la serie W en teléfonos musicales se destacaron por ser los primeros en centrarse en la música de la serie de teléfonos móviles. Una característica notable es un botón 'W', que al pulsarlo se abre la sala de prensa.
- La línea Cyber-shot, lanzada en 2006 en los nuevos modelos de los teléfonos de la serie K. Esta gama de teléfonos se centran en la calidad de la cámara que se incluye con el teléfono. Teléfonos Cyber-shot siempre incluyen un flash, algunas de ellas con un flash de xenón, y también incluyen cámaras de enfoque automático. Sony Ericsson lanzó su campaña de promoción global para el teléfono Cyber-shot con el lanzamiento de 'Never Miss a Shot'. En febrero de 2008, la serie se amplió con el anuncio de los teléfonos C702, C902 y C905.
- La gama UIQ de teléfonos inteligentes móviles, introducido por las series en 2003 con la introducción de P800. Se caracterizan por sus pantallas táctiles, teclados QWERTY (en la mayoría de los modelos), y el uso de la plataforma de interfaz UIQ de SymbianOS. La gama se amplió posteriormente con la serie M y serie T.
- La gama GreenHeart - se vio por primera vez en 2009 con el Sony Ericsson J105i Naite y el C901 GreenHeart. Se centró en un tema ecológico, se utiliza principalmente materiales ecológicos y contó con eco-apps.